# Нова Семенівка
Нова́ Семені́вка — село в Україні, у Лозівському районі Харківської області. Населення становить 5 осіб. Входить до складу Біляївської селищної громади.

## Географія
Село Нова Семенівка знаходиться на березі річки Оріль, біля її витоків, нижче за течією за 1,5 км розташоване село Мар'ївка та за 2,5 км розташоване село Семенівка.

## Історія
- 1930 - дата заснування.
  - 12 червня 2020 року, відповідно до Розпорядження Кабінету Міністрів України  № 725-р «Про визначення адміністративних центрів та затвердження територій територіальних громад Харківської області», увійшло до складу Біляївської селищної громади[1].
  - 19 липня 2020 року, в результаті адміністративно - територіальної реформи та ліквідації Первомайського району, село увійшло до складу Лозівського району Харківської області[2].

## Економіка
- Молочно-товарна ферма.
- Садове товариство «Оріль».